# Elaeodendron laneamum
Elaeodendron laneamum là một loài thực vật có hoa trong họ Dây gối. Loài này được Moore,A.H. mô tả khoa học đầu tiên.